# Instituto de Pesquisa & Desenvolvimento
O Instituto de Pesquisa e Desenvolvimento - IP&D, é um órgão de estudos da UNIVAP - Universidade do Vale do Paraíba. Atua na área do conhecimento, bem como em estudos de pesquisa, e promoção de cursos de pós-graduação, ministrados pela universidade.

## Localização
O IP&D, tem sua sede e laboratórios no Campus Univap Urbanova, em São José dos Campos, na região do Vale do Paraíba, no Estado de São Paulo.

## Infraestrutura
Seus prédios, contam com a mais alta tecnologia, investida em 42 laboratórios, divididos por sessões de pesquisa, salas de aula, auditórios entre outros..

## A história do Instituto de Pesquisa e Desenvolvimento
A ideia de um Grupo de pesquisa forte e de um programa de Pós-Graduação atuante dentro da Univap, Universidade mantida pela Fundação Valeparaibana de Ensino - FVE,  não é recente. Em 1978, os professores da antiga Faculdade de Engenharia de São José dos Campos resolveram estruturar os Trabalhos de Graduação da Engenharia Elétrica em um esquema de Iniciação Científica. 
Todas as ideias nas áreas de pesquisas e desenvolvimentos, associadas aos cursos de Pós-Graduação, foram aproveitadas na organização dos TGs, que obtiveram, desta forma, uma estruturação coerente que os direcionava para a elaboração de projetos e protótipos ou mesmo testes de novos sistemas. Alterou-se, assim, a tendência normal dos Trabalhos Finais em Escolas de Engenharia, que era a de interpretar os TGs como simples experimentos acadêmicos mais qualificados, ou mesmo extensões de práticas de laboratórios realizadas durante o curso, implantando-se, assim, um caráter mais profissional e arrojado, pretendendo-se que aluno propusesse algo de novo no âmbito de sua especialidade. Este foi o primeiro passo para o estabelecimento de um espírito de pesquisa e aperfeiçoamento de pessoal em nível de Pós-Graduação dentro da Univap. 
Em 1986, dois fatores proporcionaram uma expansão das ideias discutidas anteriormente, até então aplicadas unicamente aos TGs. Estes fatores foram a melhoria na qualificação dos docentes e o alto nível técnico-científico dos TGs durante o transcorrer de quase uma década. Nos idos de 1982, quando se discutia a criação de um centro de pesquisa e Pós-Graduação, o número de professores titulados não ultrapassava a faixa de 10%, já em 1986 o quadro de professores titulados ultrapassou a faixa de 50%, embora grande parte destes profissionais ainda estivesse em regime parcial. 
Este aumento na qualificação dos docentes deveu-se a uma política iniciada no final da década de 70, que visava elevar o nível dos cursos a um patamar condizente com os planos de Pesquisa e Desenvolvimento discutidos na época. Assim, foi possível reunir um Grupo de profissionais, formado pelo que existia de melhor no setor técnico-científico na região. Em conjunto com este fato, o alto nível adquirido pelos trabalhos de Iniciação Científica (antigos TGs) foi fundamental para que a ideia da educação continuada tomasse forma. Nessa época, foi instituída uma premiação para aqueles trabalhos de maior destaque, que foram submetidos à publicação em diversas revistas nacionais e internacionais. 
Em setembro de 1986, no Departamento de Engenharia Elétrica, que detinha a maior concentração de profissionais titulados de toda Univap, mais de 80%, tomava corpo finalmente a ideia de pesquisa e desenvolvimento dentro de uma entidade não-governamental em São José dos Campos. Aliando-se a isto, observou-se uma maior interação com a comunidade da região, através da prestação de serviços, enquanto era reforçada a ideia de formação de recursos humanos mediante programas de Pós-Graduação e Especialização. Foi estabelecido, dentro do Departamento de Engenharia Elétrica da Fundação Valeparaibana de Ensino, o primeiro laboratório de pesquisa desta Instituição: O LOpE - Laboratório de Laser e Optoeletrônica. Paralelamente se observava o avanço nas interações com o Instituto Nacional de Pesquisas Espaciais em São José dos Campos, dando origem a formação de outro Grupo de Pesquisa, denominado de Lab-Geo, que estava envolvido fundamentalmente com sensoriamento remoto e geoprocessamento. 
Em agosto de 1987, o Conselho de Ensino e Pesquisa recomendou a criação do Programa de Formação de Recursos Humanos e Fomento à Pesquisa, que resultou na criação, pelo Presidente da FVE, do NURHP - Núcleo de Recursos Humanos e Fomento à Pesquisa. 
As atividades de Pós-Graduação e Extensão das Faculdades Integradas de São José dos Campos foram inseridas no novo Núcleo, que passou a organizar tanto as atividades de pesquisa e desenvolvimento como os de educação continuada. Na parte de P&D, o NURHP promoveu a implantação definitiva dos Grupo de Laser e Optoeletrônica assim como de Geoprocessamento, e do curso de Fundamentos de Engenharia Ótica em nível de Lato Sensu. 
Posteriormente, em 1992, a Pró-Reitoria de Pesquisa e Pós-Graduação da Univap consolidou o trabalho de implementação de cursos realizados pelo NURHP e ampliou este trabalho no sentido de se implantar cursos em nível de mestrado (Stricto Sensu) 
Nessa ocasião, o Grupo de Laser e Optoeletrônica -LOpE- já contava com diversos pesquisadores doutores em regime de tempo integral, assim com uma quantidade expressiva de trabalhos publicados. 
Em 1993, considerando a consolidação do LOpE e do Lab-Geo e, a necessidade de implantar cursos de Pós-Graduação em nível Stricto Sensu, a Pró-Reitoria de Pesquisa e Pós-Graduação da Univap encaminhou ao Conselho de Ensino, Pesquisa e Extensão (CEPE) processo para a criação de curso, em nível de mestrado, em Engenharia Elétrica, na área de Laser e Instrumentação Optoeletrônica. O CEPE aprovou a solicitação da Pró-Reitoria e o curso começou a ser oferecido em nível experimental por um ano. 
Em 1994, a Pró-Reitoria de Pesquisa e Pós-Graduação submeteu, ao então denominado Grupo Técnico Consultivo da CAPES, o recém-criado Curso de Pós-Graduação em Engenharia Elétrica, área de Lasers e Instrumentação Optoeletrônica. O GTC analisou a proposta e fez diversas sugestões, uma delas de que a área de Optoeletrônica já estava sendo desenvolvida em órgãos sediados na mesma cidade da Univap, sugerindo estão que fosse efetuada uma mudança de orientação nas nossas pesquisas. Considerando estas sugestões e analisando a capacidade instalada na Univap em termos de recursos humanos e materiais, a Pró-Reitoria de Pesquisa e Pós-Graduação sugeriu a alteração da linha de pesquisa do LOpE de Laser e Optoeletrônica para Engenharia Biomédica e Lasers. Esta linha de pesquisa não encontrava similar na região e, mesmo em nível nacional, apresentava carência de Grupos constituídos. 
Em março de 1995 foi criado o CEPEDEX, Centro de Pesquisa e Extensão da Univap, com a finalidade de desenvolver as atividades ligadas à Pesquisa e Desenvolvimento dentro da Universidade. O intercâmbio com entidades estrangeiras foi fortalecido com diversos pesquisadores de renome mundial visitando o novo Centro se mostrando entusiasmado com os trabalhos que ali estavam sendo executados. 
Em junho de 1996, o Conselho Universitário criou um novo Instituto dentro da Univap, o seu quinto Instituto, o Instituto de Pesquisa e Desenvolvimento - IP&D. O novo Instituto substituiu o Centro de Pesquisa, Desenvolvimento e Extensão e, em 1998, o novo Regimento da Univap transformou todos os Institutos da Universidade em Faculdades, ficando o Instituto de Pesquisa e Desenvolvimento como sendo o único órgão dentro da Univap onde seriam realizadas as atividades de pesquisas e desenvolvimentos. Este Instituto consolidou a pesquisa na Univap em três grandes áreas e hoje conta com 27 Grupos de Pesquisas constituídos por pesquisadores doutores em regime de tempo integral na Univap. 

## Cursos
```
Bioengenharia   Ciências Biológicas   Engenharia Biomédica   Física e Astronomia   Planejamento Urbano e Regional   Processamento de Materiais e Catálise
```

## Dissertações e Teses
- Doutorado em Engenharia Biomédica
- Mestrado em Bioengenharia
- Mestrado em Ciências Biológicas
- Mestrado em Engenharia Biomédica
- Mestrado em Engenharia Mecânica
- Mestrado em Física e Astronomia
- Mestrado em Planejamento Urbano e Regional

## Grupos de Pesquisa do IP&D
Os grupos de pesquisa do IP&D da Univap são definidos por área de conhecimento e concentram suas atividades na realização sistemática da investigação científica, tecnológica ou humanística. São constituídos por pesquisadores da Univap em regime de tempo integral  e colaboradores de outras Instituições que realizam suas atividades ao longo de um determinado período, divulgando seus resultados em veículos reconhecidos pela comunidade da área específica. Os grupos de pesquisa estão distribuídos entre as grandes áreas de atuação na Univap.